# Grube Freudenzeche
Die Grube Freudenzeche war ein Blei-Zink Bergwerk bei Steinbach, einem Stadtteil von Haiger im Lahn-Dill-Kreis. Abgebaut wurden Bleiglanz und Zinkblende. Sie bestand bereits im 16. Jahrhundert und wurde 1954 stillgelegt.

## 16. bis 19. Jahrhundert
Eine erste Betriebsphase gab es im 16. Jahrhundert und baute die Erze mittels eines Stollens und eines Schachtes ab. Bergverwalter Weigel beschrieb 1850 diesen Altbergbau: „Auf diesen Gängen hat schon im 16. Jahrhundert Bergbau stattgefunden und sind dieselben durch einen 4 2/10 Lachter (ca. 9 m) tiefen Schacht und durch einen diesen nicht einmal um 3 Lachter (ca. 6 m) unterteufenden Stollen, der jedoch nur auf eine kurze Strecke fahrbar gestellt ist und aus welchem ein 4 Lachter (ca. 8 m) tiefes Gesenk auf den einen hora 8 4/8 streichenden und südwestlich einfallenden Gang abgeteuft, aufgeschlossen worden.“

## Wiederinbetriebnahme 1850
Über den Bergbau im 17. und 18. Jahrhundert haben sich keine Berichte erhalten, erst ab 1850 ist eine Wiederaufnahme dokumentiert. Der alte Stollen wurde mit 3 Mann aufgewältigt und ein Gesenk abgeteuft. Starke Wasserzuflüsse ließen jedoch eine Fortführung der Arbeiten nicht zu. Bereits im ersten Halbjahr 1852 wurde dieser Versuch abgebrochen. Da ein geplanter Verkauf der Grube scheiterte beschlossen der Steiger Schmidt und ein Hauer einen neuen Versuch. Vom Stollen wurde jetzt ein Querschlag in den Fels getrieben. Nach kurzer Zeit erwies sich jedoch auch dieser Versuch als nicht umsetzbar, zum 24. Januar 1853 wurde er abgebrochen und die Grube vorübergehend stillgelegt.
Zwei Jahre später legte Schmidt einen neuen Betriebsplan vor, der den Weiterbau des Querschlages vorsah. Im Jahr 1858 wurde schließlich ein zweites Gesenk von der Stollensohle abgeteuft, wiederum konnten die Bergmänner den zusetzenden Wassermassen nicht Herr werden, das Gesenk soff ab. 1859 ruhten alle Arbeiten, von 1860 bis 1862 verlängerte man den Querschlag, in der Hoffnung so den Erzgang anzutreffen. Im Verlauf des Jahres 1863 zeigte sich jedoch, dass mit dem bisherigen Ausbau kein lohnenswerter Betrieb möglich war. Ein neuer Betriebsplan für 1864 sah einen neuen Schacht vor dem Stollenmundloch vor. Dieser wurde sogleich begonnen und hatte zum Jahresende 6 Lachter Teufe (ca. 12 m) erreicht. Die anhaltenden Probleme mit der Wasserhaltung ließen sich nicht lösen, so dass das Bergwerk zum 1. September 1865 wiederum stillgelegt werden musste.

## Industrialisierung ab 1867
Der 1867 erfolgte Verkauf der Grube läutete eine erste erfolgreiche Bergbauperiode ein. Zunächst übernahm der Industrielle Ernest Morel aus Lüttich die Grube und verkaufte sie im gleichen Jahr an A.G. Dewries weiter. Im August 1867 nahm dieser den Betrieb mit größeren Baumaßnahmen auf. Das 2 Lachter (ca. 4 m) tiefe Gesenk auf der Stollensohle wurde bis über Tage hochgebrochen und als Förder- und Pumpenschacht genutzt. Vom Grund des neuen Schachtes wurde eine 66 m lange Strecke vorangetrieben, eine zweite Strecke auf der 7-Lachter-Sohle aufgefahren. Bis zum Jahresende konnten so 180 Zentner Bleierz und 100 Zentner Stückblende gefördert werden. Inzwischen arbeiteten 60 Bergarbeiter auf der Grube und eine Aufbereitungsanlage wurde errichtet. Diese war in einem Fachwerkhaus untergebracht und bestand aus drei englischen Setzkästen, drei Spülgruben, einer Rostwäsche, zwei Schlammgräben und Mehlführung, sowie Sümpfen. Die Scheidung der Erze erfolgte per Hand außerhalb des Aufbereitungsgebäudes, auch die Zerkleinerung erfolgte dort. In 24 m Teufe wurde eine dritte Sohle aufgefahren und ein zweiter Förderschacht gebaut. 1871 musste die Grube dann aus wirtschaftlichen Gründen schließen, der Abbau war nicht rentabel.
In den Jahren 1878 bis 1881 unternahm Wilhelm Dulheuer aus Bonn als neuer Grubeneigentümer Erkundungsarbeiten. Im alten Stollen wurde wieder gearbeitet, zudem ein Schurfschacht angelegt. Die Sümpfung der tiefen Sohlen wurde wegen der hohen Kosten nicht aufgenommen. Die Arbeiten verliefen ohne Erfolg, so dass die Grube an den Hessisch-Rheinischen Bergbau-Verein veräußert wurde.
Erst 10 Jahre nach dem Kauf begann der Bergbau-Verein die Grube aufzuwältigen. Die ersoffene Grube sollte leergepumpt werden, dafür wurde eigens ein Dampflokomobil aufgestellt. Dieses war jedoch defekt und erst im Folgejahr konnte die Grube gesümpft werden. Ab 1893 wurden neue Strecken aufgefahren, es wurde auf der 18-m-, der 30-m- und der 45-m-Sohle gearbeitet. 1894 wurde der Betrieb plötzlich eingestellt; Gründe sind dafür nicht bekannt. Die Grube soff erneut ab.
Im Mai 1897 begann ein neuer Versuch des Bergbau-Vereins, der Betriebsplan sah einen neuen Förderschacht mit 110 m Teufe vor. Im Folgejahr war er bereits 75 m tief und eine neue Sohle bei 52 m begonnen. Dort wurde eine Dampfpumpe aufgestellt, die die Wassermassen bändigte. Ein weiteres Jahr später wurde eine weitere Sohle bei 83 m Teufe begonnen. Durch einen Überbruch von der 83 m auf die 52-m-Sohle wurden die Erzmittel auf über 200 m Länge überfahren. Die Erzgänge hatten eine Mächtigkeit zwischen wenigen Zentimetern bis zu 1 m. Die erwarteten Erzmengen wurden vom Bergbau-Verein als zu gering angesehen. Deswegen wurde die Grube trotz der hohen Investitionen im Dezember 1900 stillgelegt.
Zehn Jahre danach wurde die Grube wieder in Betrieb genommen, jetzt unter neuen Eigentümern, der Dulong’schen Bergwerksverwaltung in Gießen. Die Grube wurde wieder leergepumpt und die 83-m-Sohle weitergebaut. Ein Jahr später wurden die Arbeiten eingestellt, da die Förderung zu gering war.
Zur Bedienung der kriegsbedingten Nachfrage nach Metallen wurde die Grube 1916 vom Hessisch-Rheinischem Bergbau-Verein zurückgekauft, der Bergbau-Verein ging im gleichen Jahr in der „AG für Bergproduktenhandel und Montanindustrie“ auf. Die Grube wurde sogleich wieder trockengelegt. Mit 80 Beschäftigten wurde auf allen Sohlen gearbeitet und von der tiefsten ein 28 m tiefes Gesenk abgeteuft. Bereits ein Jahr später wurden alle Arbeiten eingestellt, die Grube soff erneut ab. 1918 wurde die Grube an Privatpersonen verkauft, die jedoch keinen Betrieb aufnahmen.

## Längerwährende Schließung ab 1918
Im Rahmen der Autarkiebestrebungen der Nationalsozialisten sollte die Grube ab September 1934 durch die Vereinigte Gewerkschaft Freudenzeche und Eichartsberg erneut in Betrieb genommen werden. Die Gewerkschaft ging von über 15000 m³ abbauwürdiges Erz aus. Ein Betriebsplan wurde beim Bergamt in Weilburg eingereicht, es kam jedoch nicht zur Aufnahme der Arbeiten. Vor Kriegsende gab es 1944 einen zweiten Versuch beim Bergamt, dieses wies auf die geringen Vorräte und enormen Kosten hin, so dass kein Betrieb aufgenommen wurde.
Im Februar 1949 bekundete die Gewerkschaft erneut Interesse an einem Abbau und informierte das Wirtschaftsministerium in Wiesbaden: „Freudenzeche ist ein vollkommen ausgebautes Bergwerk mit einem 84 m tiefen, 5 × 2 m im Durchmesser messenden Schacht, der drei Sohlen umfaßt, nämlich 30-m-, 52-m- und 82-m-Sohle. Jede Sohle ist etwa 200 m im Gang vorgetrieben. Das Bergwerk ist aufgeschlossen; abbaufertig steht eine reine Zinkbleiwand von 18 000 t Reinerz zum Abbau vorgerichtet fertig an. Die Vorräte genügen, um eine Flotation 1½-2 Jahre lang mit 100 t Erz zu versorgen, während welcher Zeit neue Aufschlüsse im weiter nachgewiesenen Erz stattfinden können, so dass jeder Raubbau vermieden wird .... Der Durchschnittsgehalt kann .... mit ca. 20 % Blei und Zink angenommen werden“.

## Förderperiode ab 1951
Zum 1. Juni 1951 wurde die Grube nach über 30 Jahren Stillstand wieder in Betrieb genommen. Zum Jahresende war die Grube bis zu einer Teufe von 78 m vom Wasser befreit, die 30-m- und die 52-m-Sohle aufgewältigt. Die Tagesanlagen erfuhren umfangreiche Renovierungen und Neubauten. Ein neues Maschinenhaus und eine Transformatorenstation wurden errichtet. Der Pumpschacht erhielt ein hölzernes Fördergerüst, eine Verladebrücke und eine Brecheranlage aufgebaut. Der Hauptschacht wurde auf 113 m vertieft und dort eine neue Sohle eingerichtet. Für das Jahr 1953 ist eine Förderung von 2218 t Roherz dokumentiert. In diesem Jahr wurde die Gewerkschaft von der "Rhein-Wied AG für Bergbau und Hüttenerzeugnisse" übernommen. Diese führte die Arbeiten weiter und nahm dabei Zuschüsse in Höhe von 500.000 DM aus dem Marshallplan in Anspruch. Trotz dieser finanziellen Unterstützung musste der Bergbau am 15. Februar 1954 beendet werden, da die Gangmittel vertaubten, d. h. kaum noch abbauwürdige Erze vorgefunden wurden.
Das Fördergerüst wurde 1954 abgerissen und das Gelände an eine Privatperson verkauft. Die Tagesanlagen wurden zum Großteil abgebrochen. Erhalten geblieben sind die Gebäude des Zechenhauses, der Maschinenhalle und des Kesselhauses als zusammengehöriges Ensemble. Das Zechenhaus wurde in ein Wohnhaus umgebaut. Die ehemaligen Klärteiche sind zu Fischteichen umgewandelt worden.